# Neidhartshausen (Adelsgeschlecht)
Die Grafen von Neidhartshausen, auch „Edle“ oder „Herren von Nithardishusen“ genannt, waren ein thüringisches Adelsgeschlecht. Ihr Herrschaftsgebiet mit der Burg Neidhartshausen liegt heute in der Rhön im Südwesten von Thüringen. Erstmals wurden die Herren von Nithardishusen im Jahre 744 genannt. Die letztmalige Erwähnung dieser Adelsfamilie fand 1268 statt. Ihre Besitzungen gingen ab 1214 an die Grafen von Henneberg und die mit ihnen verwandten Herren von Frankenstein sowie an das Stift Fulda.

## Ursprung
Die Geschichte der „Edlen von Nithardishusen“ geht bis in die germanische Zeit zurück, somit dürften die Dynasten von Nithardishusen eines der ältesten Herrschergeschlechter der Region sein. Eine eventuelle verwandtschaftliche Beziegehung zu den Grafen von Henneberg ist in einschlägigen Quellen nicht belegt. Stammburg der „Herren von Nithardishusen“ war die Burg Neidhartshausen im gleichnamigen Dorf in der Rhön (heutiger thüringischer Wartburgkreis), welche 744 erstmals in Verbindung mit einem „Erpho von Nithardishusen“ erwähnt wurde. Im Jahr 829 wurde Nidhart, der als Begründer von Neidhartshausen gesehen wird, zum ersten Mal genannt. Die erste nachweisliche Erwähnung des Orts Neidhartshausen wird auf das Jahr 956 datiert.
Von 1116 bis 1268 sind die Dynasten von Neidhartshausen bezeugt, die dem hennebergischen Gaugrafen des Tullifeldes unterstellt waren und den Titel „Edle Herren“ trugen. Sie bauten sich wahrscheinlich auf der Grundlage eines dem Kloster Fulda entfremdeten Fronhofsbesitzes eine Kleinherrschaft im oberen und mittleren Feldagebiet auf.

## Entwicklung des Hauses und zugehörige Gebiete
Um 1116 besaßen die Grafen von Neidhartshausen das Gebiet vom Ulstertal über das obere und mittlere Feldatal bis hin zum Rosagrund. Dieses Territorium reichte von Simmershausen im heutigen Osthessen bis Oechsen bei Dermbach. Ihre Besitzungen sicherten die Herren von Neidhartshausen mit vier Burgen und weiteren Befestigungsanlagen. Neben der Hauptburg in Neidhartshausen gehörten dazu u. a. die Schöneburg bei Dermbach und die Auersburg bei Simmershausen.
Aus dem Besitz des Fuldaer Reichsklosters verwalteten die Grafen von Neidhartshausen die Cent Kaltensundheim im oberen Feldatal, zu dem u. a. auch Kaltennordheim gehörte.
Um 1130 ist Erpho von Nithardishusen als Erbe der Cent Dermbach im mittleren Feldatal belegt. Zu dieser gehörten wohl schon damals fast sämtliche Ortschaften des späteren Burgbezirks des Amts Fischberg, u. a. Diedorf, Fischbach, Klings, Neidhartshausen und Dermbach. 1136 erfolgte die Gründung des Klosters Zella durch Erpho (1116/57) und seine Gemahlin Gertrud.

## Gebietsverluste und Erlöschen
Die sich zunehmend entwickelnden Klosterstifte Fulda, Hünfeld, Rasdorf und Hersfeld verwickelten die Edlen von Nithardishusen in Gebietsstreitigkeiten. Dadurch wurden sie in finanzielle Schwierigkeiten gebracht, so dass sie 1214 einen Teil ihrer Gebiete verkaufen mussten. Die Cent Dermbach kam somit an die Herren von Frankenstein und die Auersburg an das Kloster Fulda.
Die letztmalige Erwähnung der Adelsfamilie fand 1268 statt. Mit dem Tod von Heinrich und Friedrich starb die Adelsfamilie der Edlen von Nithardishusen aus. Das noch bei den Grafen verbliebene Gebiet der Cent Kaltensundheim ging als gemeinschaftliches Erbe an das Kloster Fulda und die Grafen von Henneberg.

## Weiterer Verlauf der Zugehörigkeit der Besitzungen
Die gemeinsame fuldisch-hennebergische Verwaltung der Cent Kaltensundheim endete 1332 durch Ankauf des fuldischen Anteils durch Graf Berthold VII. von Henneberg-Schleusingen († 1340). 1334 wurde aus dem nun vollständig hennebergischen Gebiet der Cent das Amt Kaltennordheim gegründet.
Nach dem Verkauf der Cent Dermbach im Jahr 1214 übernahmen die Grafen von Frankenstein für etwa 100 Jahre dieses Gebiet. Durch kriegerische Auseinandersetzungen geschwächt und verschuldet, mussten sie 1317/1326 das Zentgericht und den Ort Dermbach an das Kloster Fulda verkaufen, welches aus dem Gebiet das Amt Fischberg formte. Da auch dieses finanzielle Probleme hatte, wurde das Amt ab 1365 mehrfach verpfändet und gelangte so ab 1485/1511 in den alleinigen Besitz der Grafen von Henneberg-Schleusingen.
Die 1214 an das Kloster Fulda verkaufte Auersburg bei Hilders wurde vom Kloster als Lehen an eigene Gefolgsleute vergeben. Nach Besitzstreitigkeiten kam sie 1290 in den Besitz des Hochstifts Würzburg und 1325 durch Kauf an deren hennebergischen Stiftsvögte. 1342 kaufte der würzburgische Bischof Otto II. von Wolfskeel Burg und Amt Auersberg zurück und gliederte sie in das würzburgische Amt Hilders ein.

## Burgen und Besitzungen
- Stammburg in Neidhartshausen, heute im Südwesten von Thüringen
- Schöneburg bei Oechsen (Dermbach), heute im Südwesten von Thüringen (um 1214 errichtet)
- Burg Auersburg auf dem Auersberg bei Simmershausen (Hilders), heute im Osten von Hessen (um 1120 erbaut)
- Burg Fischberg bei Diedorf, heute im Südwesten von Thüringen
- Kloster Zella
- Cent Kaltensundheim mit Kaltennordheim, Kaltensundheim, Kaltenwestheim, Reichenhausen, Erbenhausen, Oberweid und Unterweid
- Cent Dermbach mit den Orten Fischbach, Dermbach, Neidhartshausen, Zella, Diedorf, Klings, Empfertshausen, Andenhausen, Brunnhartshausen, Oberalba, Unteralba, Glattbach, Mebritz, Föhlritz, Urnshausen, Wiesenthal und Lindenau

## Bekannte Mitglieder des Grafenhauses
- Erpho von Nithardishusen (um 744)
- Nidhart (um 829), Begründer von Neidhartshausen
- Erpho (1116/57) und seine Gemahlin Gertrud, Gründer des Klosters Zella in Zella/Rhön (1136)
- Heinrich und Friedrich von Nidhardishusen († um 1268), letzte Vertreter der Adelsfamilie